# جايسون بيرجمان
جايسون بيرجمان (بالإنجليزية: Jason Bergmann)‏ هو لاعب كرة قاعدة أمريكي، ولد في 25 سبتمبر 1981 في نبتون في الولايات المتحدة.

## وصلات خارجية
- جايسون بيرجمان على موقع دوري كرة القاعدة الرئيسي (الإنجليزية)
- جايسون بيرجمان على موقعبيزبول رفرنس.كوم (الدوري الرئيسي) (الإنجليزية)
- جايسون بيرجمان على موقعبيزبول رفرنس.كوم (الدوري الثانوي) (الإنجليزية)
- جايسون بيرجمان على موقع إي إس بي إن.كوم (أم.أل.بي) (الإنجليزية)
- جايسون بيرجمان على موقع مشجعي الرسوم البيانية (الإنجليزية)